# NGC 3301
NGC 3301 (другие обозначения — NGC 3760, UGC 5767, MCG 4-25-35, ZWG 124.45, IRAS10341+2208, PGC 31497) — линзовидная галактика в созвездии Льва. Открыта Уильямом Гершелем в 1784 году.
Этот объект занесён в Новый общий каталог дважды: с обозначениями NGC 3301 и NGC 3760. Генрих Луи д’Арре в 1863 году наблюдал эту галактику и при записи координат ошибся на 1 час в прямом восхождении. Это наблюдение попало в Новый общий каталог как NGC 3760.
Галактика NGC 3301 входит в состав группы галактик NGC 3227. Помимо NGC 3301 в группу также входят ещё 15 галактик.
Оценки истории звездообразования в галактике, сделанные по наблюдениям в оптическом диапазоне и в инфракрасном, различаются.